# 栃木県高等学校の廃校一覧
栃木県高等学校の廃校一覧（とちぎけんこうとうがっこうのはいこういちらん）とは、栃木県の廃校となった高等学校の一覧。対象となるのは学制改革（1948年）以降に廃校となった高等学校と分校である。名称は廃校当時のもの。廃校時に属していた自治体が合併により消滅している場合は現行の自治体に含める。また、現在休校中の学校は公式には存続していることとなっているが、休校中の学校は事実上廃校となっている場合が多いため、便宜上本項に記載する。
小学校や中学校と異なり、生徒が在学中に在籍校が変更となることはほとんどなく、新設校が開校する年と旧校が閉校となる年は異なることが多い。また、統合した場合でも片方の高等学校が旧校の生徒が卒業するまで存続扱いとなる場合もある。
なお、栃木県立高校で、2000年代以降に再編がされた学校は、一方の学校に吸収される（吸収合併）ではなく、新校を設置して両校を統合する（新設合併）形を取っているが、再編対象校の一方と新校の校名が同じ場合がある。（当該校の記事参照）

## 宇都宮市
- 宇都宮育英高等学校（2005年）[1]

## 足利市
- 栃木県立足利高等学校〈初代〉（1949年足利商業高〈初代〉と統合し足利高〈2代目〉へ）[2]
- 栃木県立足利商業高等学校〈初代〉（1949年足利高〈初代〉と統合し足利高〈2代目〉となるも[2]、1963年再独立[3]）
- 栃木県立足利商業高等学校〈2代目〉（2007年足利西高と統合し栃木県立足利清風高等学校となり、2009年完全移行）[3]
- 栃木県立足利西高等学校（2007年足利商業高〈2代目〉と統合し足利清風高となり、2009年完全移行）[3]
- 栃木県立足利高等学校〈2代目〉（2022年足利女子高と統合して栃木県立足利高等学校〈3代目〉へ）[4]
- 栃木県立足利女子高等学校（2022年足利高〈2代目〉と統合して足利高〈3代目〉へ）[4]

## 栃木市
- 栃木市立高等学校（1950年栃木県立栃木女子高等学校へ統合）[5]
- 栃木県立栃木南高等学校（2006年藤岡高と統合し栃木県立栃木翔南高等学校へ）[6]
- 栃木県立藤岡高等学校（2006年栃木南高と統合し栃木翔南高へ）[6]

## 佐野市
- 栃木県立佐野実業高等学校（1949年佐野商業高〈初代〉から改称、1950年栃木県立佐野高等学校へ統合）[7]
- 栃木県立佐野松陽高等学校（1974年佐野高から佐野商業高〈2代目〉として再独立、1994年改称[8]、2011年田沼高と統合して栃木県立佐野松桜高等学校へ[9]）
- 栃木県立田沼高等学校（2011年佐野松陽高と統合し佐野松桜高へ）[9]

## 鹿沼市
- 栃木県立鹿沼農商高等学校定時制落合分校（1962年）[10]
- 栃木県立鹿沼農商高等学校定時制豊岡分校（1962年）[10]
- 栃木県立鹿沼農商高等学校（1972年栃木県立鹿沼商工高等学校と鹿沼農業高へ分離）[10]
- 栃木県立鹿沼商工高等学校南押原分校（1982年）[10]
- 栃木県立鹿沼農業高等学校（2009年粟野高と統合し栃木県立鹿沼南高等学校となり、2011年完全移行）[11]
- 栃木県立粟野高等学校（2009年鹿沼農業高と統合し鹿沼南高となり、2011年完全移行）[11]

## 日光市
- 栃木県立今市女子高等学校（1949年栃木県立今市高等学校へ統合）[12]
- 栃木県立日光高等学校（2005年足尾高と統合し栃木県立日光明峰高等学校へ）[13]
- 栃木県立足尾高等学校（2005年日光高と統合し日光明峰高へ）[13]

## さくら市
- 栃木県立氏家高等学校（2006年喜連川高と統合し栃木県立さくら清修高等学校へ）[14]
- 栃木県立喜連川高等学校（2006年氏家高と統合しさくら清修高へ）[14]

## 矢板市
- 栃木県立矢板高等学校〈旧〉（2011年塩谷町の塩谷高と統合し栃木県立矢板高等学校〈新〉となり2013年閉校）[15]

## 那須烏山市
- 栃木県立烏山高等学校〈旧〉（2008年烏山女子高と統合し栃木県立烏山高等学校〈新〉となり[16]、2010年完全移行[17]）
- 栃木県立烏山女子高等学校（2008年烏山高〈旧〉と統合し烏山高〈新〉となり[16]、2010年完全移行[18]）

## 芳賀郡
- 栃木県立益子高等学校（2005年芳賀高と統合し栃木県立益子芳星高等学校へ）[19]
- 栃木県立芳賀高等学校（2005年益子高と統合し益子芳星高へ）[19]

## 塩谷郡
- 栃木県立塩谷高等学校（2011年矢板市の矢板高〈旧〉と統合し矢板高〈新〉となり2013年閉校）[15]

## 那須郡
- 私立那須高原海城高等学校[20]※全寮制 (2011年に東京都内に移転後、2012年度から生徒募集停止し、2017年に廃校)